# Auguste Levêque

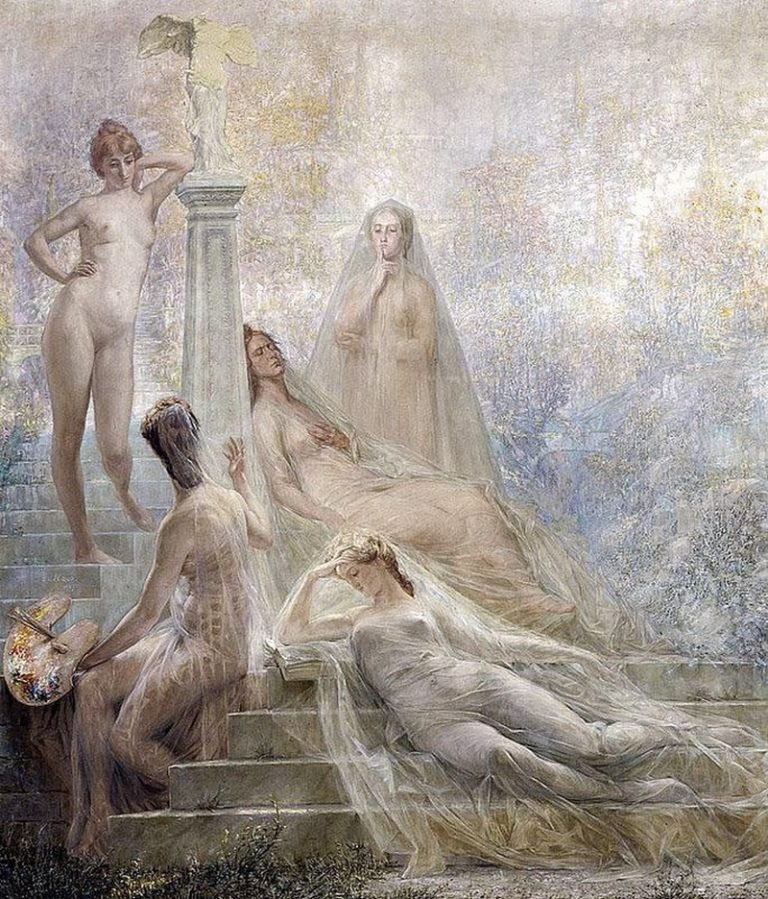
Allegorie der Künste

Auguste Levêque (* 1. März 1866 in Nijvel; † 22. Februar 1921 in Saint-Josse-ten-Noode/Sint-Joost-ten-Node) war ein belgischer Maler, Dichter und Kunsttheoretiker. Er ist nicht mit dem französischen Bildhauer Louis-Auguste Lévêque (1814–1875) und dem niederländischen Lithografen Louis Lévèque (1798–1878) zu verwechseln.
Er besuchte zuerst die Akademie in seiner Heimatstadt und setzte sein Studium an der Académie royale des Beaux-Arts de Bruxelles bei Jean-François Portaels fort.
Er scheiterte 1890 am Rom-Wettbewerb, gewann aber den Godecharle-Preis für seinen „Job“ (1890). Er nahm an den Ausstellungen von „L’Essor“, „Pour l’Art“ und „La Libre Esthétique“ teil, aber auch 1894 im Salon de la Rose-Croix in Paris und 1896 im Salon der idealistischen Kunst. Er wurde Anhänger der idealistischen Ideen von Joséphin Péladan.
In einigen seiner Werke ist der Einfluss von Jacob Jordaens und Antoine Wiertz bemerkbar.
In seinem Schaffen zeigte er sich als Symbolist und Künstler von prestigeträchtigen Kompositionen, wie „La Parque“, ebenso wie als Maler von gewinnbringenden Frauenakten.
Levêque verfasste auch Gedichte sowie kunsttheoretische Abhandlungen.